# Jan Jacob Denier van der Gon
Jan Jacob Denier van der Gon (Zoeterwoude, 21 oktober 1856 - De Bilt, 16 december 1933) was een Nederlandse gemeentelijke plantsoenmeester/tuinarchitect die in het eind van de 19e en het begin van de 20e eeuw actief was in de stad Utrecht.
In de stad Utrecht ontwierp hij omstreeks 1887 het rosarium Oudwijk voor een vereniging van rozenkwekers. Van 1893 tot 1918 was hij de plantsoenmeester van de Utrechtse Dienst Gemeentewerken. In die hoedanigheid was hij rond 1898 betrokken bij de aanleg van het Wilhelminapark en vormde hij omstreeks 1901 de tuinen van de voormalige buitenplaats Nieuweroord om tot een openbaar wandelpark. Het park om de buitenplaats Oog in Al werd rond het jaar 1921 naar zijn ontwerp aangelegd.